# Römisch-katholische Kirche in Singapur
Die römisch-katholische Kirche in Singapur ist eine kleine Diasporagemeinde mit alter Tradition.
Ihre Ursprünge finden sich in der portugiesischen Kolonisation des 16. Jahrhunderts, insbesondere im 1558 gegründeten Bistum Malakka, und fallen daher mit der Geschichte der römisch-katholischen Kirche in Malaysia weitgehend zusammen.
Erst am 18. Dezember 1972 wurde das  von der Pariser Mission geleitete Erzbistum Malakka-Singapur in einen malaysischen und einen singapurischen Teil aufgeteilt. So entstand das immediate Erzbistum Singapur, das lediglich 639 km² groß ist. 
Die stetig steigende Zahl der Katholiken betrug im Jahr 2002 bereits 155.537 Gläubige, die 3,8 % der Landesbevölkerung ausmachen und in 30 Pfarreien leben. Diese werden von 69 Diözesanpriestern geleitet, denen 61 Ordenspriester und 220 Ordensschwestern zur Seite stehen.

## Apostolische Delegaten und Nuntien in Singapur
Singapur und der Heilige Stuhl unterhalten seit 1999 volle diplomatische Beziehungen, nachdem es bereits seit 1968 diplomatische Vertretungen mit einem Apostolischen Delegaten gab. Die Vertretung des Heiligen Stuhls wird durch den Apostolischen Nuntius wahrgenommen. Delegaten bzw. Nuntien waren:
- Jean Jadot (1968–1971)
- Giovanni Moretti (1971–1978)
- Silvio Luoni (1978–1980)
- Renato Raffaele Martino (1980–1986)
- Alberto Tricarico (1987–1993)
- Luigi Bressan (1993–1999)
- Adriano Bernardini (1999–2003)
- Salvatore Pennacchio (2003–2010)
- Leopoldo Girelli (2011–2017)
- Marek Zalewski (seit 2018)